# Кінь Пржевальського
Кінь Пржева́льського (Equus ferus przewalskii) — підвид дикого коня, що донедавна розглядався як самостійний вид Equus przewalskii. Названий на честь свого першовідкривача — мандрівника Миколи Пржевальського. У XX столітті був винищений у природному середовищі, але зберігся в зоопарках, після чого відбулася його реінтродукція у природу. Наразі це єдиний вид власне диких коней, що існує на волі, а також єдиний представник ряду Конеподібних у дикій фауні України (акліматизовані табуни у Чорнобильській зоні відчуження).

## Таксономія
Ця форма коней є найближчим диким родичем свійського коня, з яким його останнім часом об'єднують в один вид Equus caballus sensu lato. У Монголії цей вид називають «тахі».
Відрізняється від останнього генетично і має 66 хромосом, замість 64. Власне це і є східний підвид диких коней, західний підвид якого — тарпан, очевидно, був пращуром свійських коней. Оскільки тарпанів було винищено до кінця XIX століття, то зараз кінь Пржевальського — єдиний наявний вид диких коней.

## Історія досліджень в природі
Уже на час відкриття цього виду диких коней в 1879 році російським мандрівником Миколою Пржевальським його чисельність була досить невисокою. Більша частина місць існування цього виду розташована в регіоні інтенсивного конярства, що стрімко розвивалось. Коні Пржевальського не витримували конкуренції з боку домашніх табунів і поступово зникли з більшої частини свого ареалу.
У минулому коні Пржевальського населяли відкриті степи та напівпустелі, тримаючись невеликими табунами в 5-15 голів. На чолі такого табуна завжди стояв дорослий жеребець, що активно його захищав та мав виключне право паруватись зі своїми кобилами. Якщо інший дорослий жеребець намагався збити собі табун, між ним і ватажком табуна спалахував жорстокий двобій. Хто перемагав, той і керував табуном.

## Систематика та генетика
Деякі таксономісти розглядають як окремий вид Equus przewalskii, в першу чергу, через різну нормальну кількість хромосом у домашнього коня і коня Пржевальського. 
У той час, як у домашнього коня і навіть у всіх, крім коня Пржевальського, видів підроду «кінь» роду «кінь», що об'єднує всі нині живі види сімейства Коневі (і зниклого тарпана) — 64 хромосоми, у коня Пржевальського — 66. 
Але саме домашній кінь і кінь Пржевальського вільно схрещуються і дають плідне потомство, тоді як самці всіх інших гібридизацій видів роду кінь завжди безплідні 
..
За даними генетиків, домашній кінь (Equus ferus caballus) походить від диких коней Старого Світу 
. 
Генотип коня Пржевальського складається з 66 хромосом, а домашнього коня — з 64 хромосом, їх мітохондріальні ДНК також сильно відрізняються.
  
Це означає, що предок домашнього коня, яким вважають тарпан, відрізнявся від коня Пржевальського і в природі до XX століття повністю вимер.
Всі сучасні коні Пржевальського походять не тільки від 11 диких коней Пржевальського, але і від одного домашнього коня, тому багато хто розглядає коня Пржевальського все ж таки не як вид, а як підвид виду «кінь свійський» або «дикий кінь», вважаючи різне число хромосом коней та коней Пржевальського випадковою мутацією. 
. 
Через різну кількість хромосом у нормальному каріотипі є неймовірним існуючий раніше консенсус, що кінь Пржевальського був основним предком домашнього коня 
. 
Навпаки, дуже ймовірно, що всі інші види роду коня, особливо підродів коней і віслюків, походять в результаті скорочення числа хромосом коня Пржевальського. 
У підроду зебр — 44 хромосоми, у підроду віслюк дикий — 62 хромосоми, у підроду кулан — 54 хромосоми. 
Хвіст у коней Пржевальського — не кінський, а типово ослячий: у кореня з коротким волоссям, на кінці з довгим, що практично неймовірно при випадковій мутації. 
Від холки до хвоста темна смуга, як у ослів. 
На ногах бувають ознаки зеброїдності. 
Тому коней Пржевальського часто вважають не лише окремим видом, а й єдиним представником особливого підроду роду коней і, як вперше постулював академік В. В. Заленський, найближчим до загального предка всіх видів роду, що нині живуть, роду кінь.
За даними палеогенетиків, коні Пржевальського є дикими нащадками ботайських коней 

. 
При цьому ботайці, володіючи навичками приручення коней, не вели селекцію 

. 
Лінія, що веде до сучасних одомашнених коней (DOM2), відгалужується від коня Пржевальського 43,8 тис. р. н. 
Близько 9,47 тис. р. н. DOM2 здійснила 22%-й внесок у лінію предка коней Пржевальського. 
У пост-Борлі4 був 2,3% внесок у лінію DOM2 і більш недавня 6,8% інтогресія DOM2 у генофонд коней Пржевальського 
.
За сучасними дослідженнями на 2018 рік з'ясувалося, що кінь Пржевальського не тільки не є предком домашніх коней, а є диким у давнину, нащадком вже прирученого коня — його предка. 
При дослідженні було проаналізовано викопні залишки 20 коней з ботайської культури, знайдені у селищі Красний Яр (Казахстан). 
Також досліджували ще 22 зразки древніх коней — три зразки з Якутії та Таймиру, сім коней Пржевальського, 7 геномів бронзової доби (4100 — 3000 років тому), 18 геномів залізної доби (2800—2200 років тому) та 7 геномів коней часів Римської імперії (2000-1009 років тому) і 22 сучасні коні (18 порід). 
При аналізі результатів з'ясувалося, що:
1. Геноми одомашнених коней утворюють два незалежні кластери. Перший — коні Ботай та Борлі. Другий кластер — коні, одомашнені в пізніший період і вже пов'язані з сучасними кіньми. Коні Пржевальського генетично близькі до енеолітичних коней ботайської культури.
2. У побудованому філогенетичному дереві стало очевидним, що одомашнені коні, починаючи з бронзової доби і до сучасних порід — не нащадки коней ботайської культури та Борлі.

Загальний висновок — в історії людства відомі два незалежні періоди приручення та планомірного одомашнення коней. 
Це ботайська культура , що одомашнила ботайських коней, які з якихось причин вимерли, а їх нащадками є дикі коні Пржевальського. 
Другий період одомашнення коней стався у бронзову добу, приплив генетичного матеріалу від ботайських коней майже не фіксується. 
Генетики та історики зробили висновки, що ботайські коні використовувалися в ботайській культурі тільки як господарські (на молоко, м'ясо, вироби зі шкіри та у візках, тому що виявлено упряж і картинки, що зображують закидання коней), але не застосовувалися для їзди верхи. 
За останні 4000 років немає жодного коня, який був би прямим нащадком ботайського коня. 
Це говорить про другого дикого предка сучасних домашніх коней — при цьому місце одомашнення поки точно визначити не вдалося через неповноту викопного матеріалу 
.
Попри безперервний міжвидовий інбридинг з домашніми, дикими і здичавілими звичайними кіньми, у коня Пржевальського за приблизно 45 000 років існування двох окремих видів у великій кількості не накопичувалися гени коней, оскільки в природі коні Пржевальського харчуються саксаулом та іншим жорстким кормом, не придатним для харчування коней. 
Тому гібриди зазвичай йшли до коней, ті що залишилися з кіньми Пржевальського, зазвичай, не давали потомства через погане харчування або гинули. Хоча гени коней Пржевальського надходили до геномів звичайних коней, але в коней Пржевальського метаболізм, скорочення м'язів, хвороби серця керуються зовсім іншими генами, це показали дослідження ДНК як сучасних коней Пржевальського, так й останків диких коней, померлих у минулому. 
За даними дослідження вчених Росії та Австрії, опублікованим наприкінці літа 2017 року, виявилося, що сучасні реінтродуковані коні Пржевальського в Джунгарському Гобі цілий рік сидять на дієті з трав'янистих рослин, тоді як раніше, в XIX столітті, коні Пржевальського віддавали перевагу траві і восени, а взимку общипували листя у кущів саксаулу, карагану тощо (хоча і траву їли теж). 
Ймовірно, за давніх часів коні змінювали раціон за звичкою, бо саме як і кулани, і вони харчувалися в степах. 
Адже до пустелі Джунгарське Гобі вони прийшли зі степових районів. 
Крім того, раніше коням часто доводилося ховатися від людини, і взимку вони ховалися в чагарниках, сопках і степах, Гобі. 
Нині коням загрожують не люди, від яких треба було ховатися в кущах, а вовки та дикі собаки. 
В результаті взимку реінтродуковані коні Пржевальського конкурують з худобою та домашніми кіньми (табуни яких у кілька разів більш численні через їх відбір людиною за ознакою поступливості і перемагають через свою численність) за нечисленні взимку запаси зеленої трави, і це обмежує розмноження коней Пржевальського. 
Стало зрозуміло, що для успішної реінтродукції та захисту їх геному від запозичення генів звичайних коней потрібно ще до реінтродукції привчити коней Пржевальського взимку харчуватися листям дерев та чагарників степів та пустелі 
..

## Морфологічні ознаки

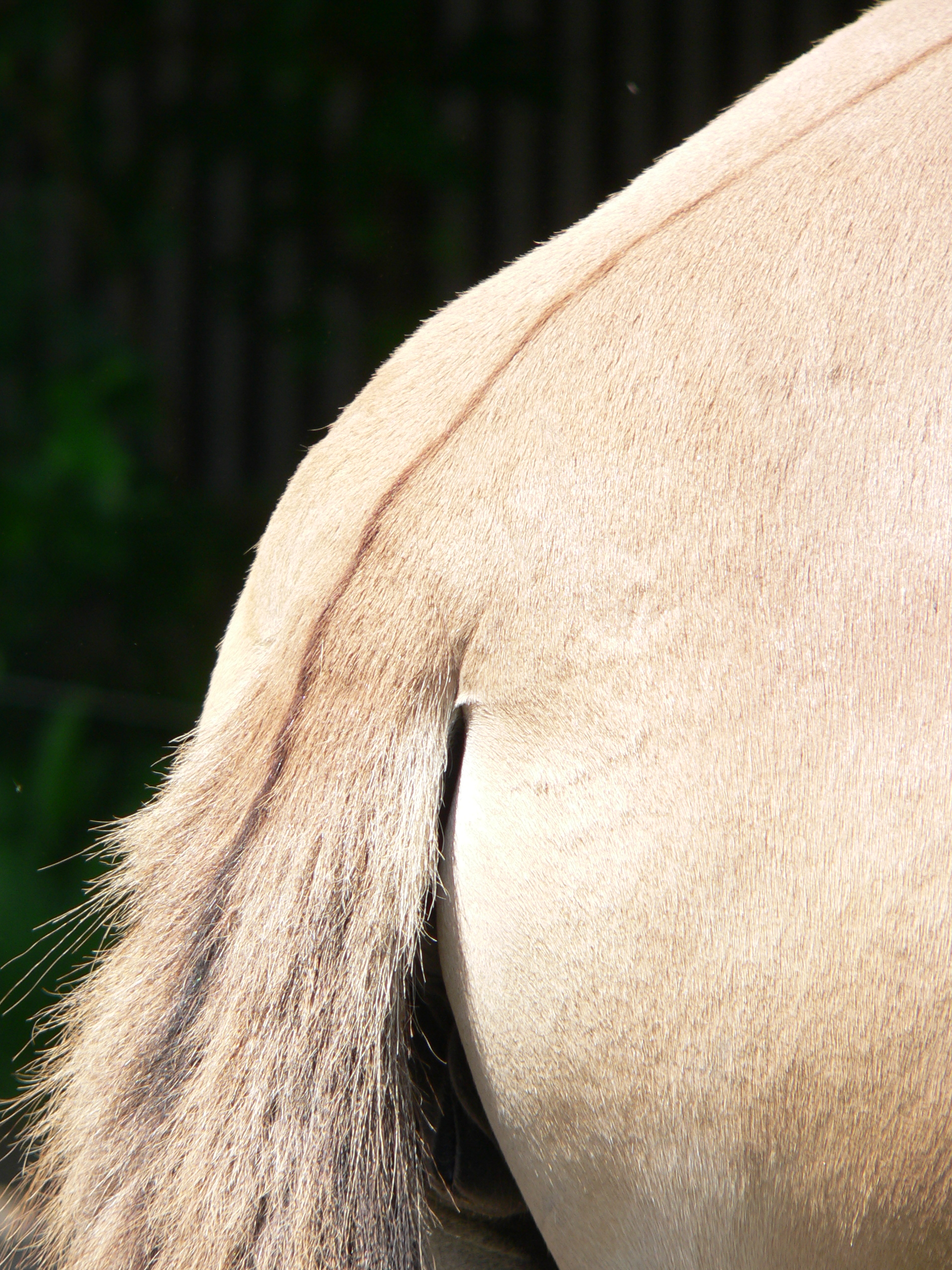
Ріпиця коня Пржевальського

Довжина тіла — 200—250 см, висота у холці — 124—153 см, вага — 230—350 кг. Коні Пржевальського мають одну з найдревніших особливостей забарвлення коней — саврасу масть, що характеризується пастельними відтінками гнідо-саврасої масті з характерною темною смугою («ременем») уздовж спини, також помітні освітлені ділянки шерсті — так звана «підласість» коней. Кінцівки темні (особливо у гібридних форм), часто помітні смуги на ногах («зебра»), грива коротка, стояча, чуб вкорочений, хвіст при основі (тобто ріпиця) без довгого волосся.

## Спосіб життя
У дикій природі основними ворогами коня Пржевальського були вовки. Тривалість життя 15-18 років.

### Харчування
Харчуються коні Пржевальського виключно трав'яною рослинністю, та регулярно відвідують водопої, особливо в посушливу пору року. Кінь Пржевальського може задовольнитися мінімумом їжі та витримує крайні перепади спеки та холоду.

### Розмноження
Після вагітності, тривалістю 12 місяців, кобила народжує одне лоша, яке одразу встає на ноги та слідує за матір'ю. Кобили можуть залишатися в материнському табуні все своє життя, водночас молоді жеребці залишають табун у віці 2-2,5 років.

## Охорона
6 серпня 2020 року народився Курт — перший у світі успішно клонований кінь Пржевальського. Його клонували з клітин жеребця, які кріоконсервували 1980 року в зоопарку SDZG.

## Україна
В Україні коней Пржевальського розводять у заповіднику Асканія-Нова. Також існує дика популяція в Чорнобильській зоні відчуження.

### Асканія-Нова
Власне саме завдяки створеній свого часу в Асканії-Новій популяції кінь Пржевальського вцілів як вид, позаяк у природі він зник у 60-х роках XX століття.
1899 року Фрідріх Фальц-Фейн замовив відловити в степах Монголії для свого зоопарку в Асканії-Новій кількох лошат дикого коня. Саме звідси ці тварини потрапили до Європи, а потім і до інших країн світу. Дикі коні успішно розмножувалися — до 1940 року народилося 40 лошат. Але раптом зросла смертність лошат у перший рік життя (32 %) і зменшувалася тривалість життя дорослих тварин (у середньому 8,2 роки). Поступово популяція згасала. До 1941 року в зоопарку залишилося 7 коней, з них лише дві кобили. Під час війни коней Пржевальського зовсім було втрачено. Їх не було в асканійському зоопарку до 1948 року. А 31 травня 1948 року в Асканію-Нову привезли з Московського зоопарку чистокровного жеребця цього виду на кличку Орлик. Народився він у Німеччині 1943 року. Цього жеребця спершу використовували для гібридного розплоду коня Пржевальського. У 1957 році до зоопарку прибула чистокровна кобила цього виду Орлиця III. Вона теж народилася 1943 року, але в степах Монголії. Її було спочатку подаровано Ворошилову, який передав Орлицю до Московського зоопарку, а звідти кобила потрапила в Асканію-Нову. Після цього в Україні розпочався племінний розплід чистокровних коней Пржевальського. 1960 року від Орлика й Орлиці з'явилося перше лоша.[джерело?]
Згодом сюди надійшло ще кілька коней Пржевальського: дві кобили з Праги і жеребець, та дві кобили із США. До 1998 року Асканія-Нова вже мала 352 живих лошат. Нині тут утримуються 93 голови коней Пржевальського, що становить близько 7 % світової популяції.

### Чорнобильська зона відчуження
|                                                               |  |  |
| Пам'ятна монета - Чорнобиль. Відродження. Кінь Пржевальського |  |  |

Коней у зону відчуження Чорнобильської АЕС завозили в декілька прийомів. У 1998—1999 році до зони завезли 31 коня Пржевальського — 3 жеребця із зоологічного куточка Лозівського конезаводу (травень 1998) та 10 жеребців і 18 кобил із заповідника Асканія-Нова (з липня 1998 по жовтень 1999 років). У 2004 році було завезено ще 13 коней з міських зоопарків — 3 особини з київського зоопарку та 10 особин з одеського зоопарку. Тварин з зоопарків було випущено без акліматизації внаслідок чого вони загинули, не давши потомства. При перевезенні і акліматизації загинув 21 кінь, залишилось 23 особини (2 жеребця і 15 кобил) які й дали початок популяції в регіоні зони відчуження. Згідно з останнім переписом, який науковці провели у 2018 році, популяція зони становить близько 150 коней (станом на 2005 рік їх було приблизно 75). Популяція поділена на 13 табунів, 6 груп жеребців і кілька поодиноких осіб. У 2018 році у зоні було народжено близько 22 лошат. Науковці помітили зміни у поведінці коней. Степні тварини надають перевагу проживанню у лісних масивах, в тому числі у Рудому лісі та у зруйнованих спорудах. Кінь Пржевальського є стійким до місцевих хижаків, частина популяції перейшла на територію Білорусі. Пожежі 2020 року в Чорнобилі серйозно вплинули на деякі місця, які використовували коні в зоні відчуження. Окрім пожеж, загрозу популяції коней Пржевальського в Чорнобильській зоні відчуження складає мінна небезпека, яка утворилася в наслідок російського вторгнення в Україну 2022 року.

### Зоопарки
Значна частина коней, які зараз живуть, розкидані зоопарками світу.

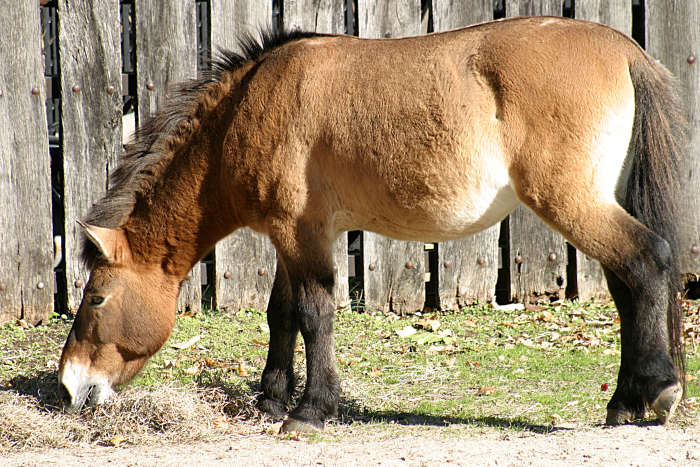
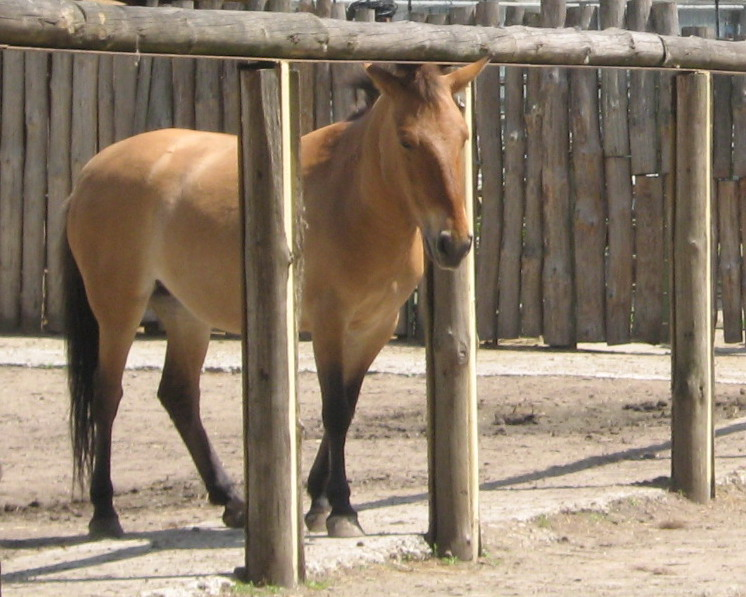
Київський зоопарк, 2006 рік
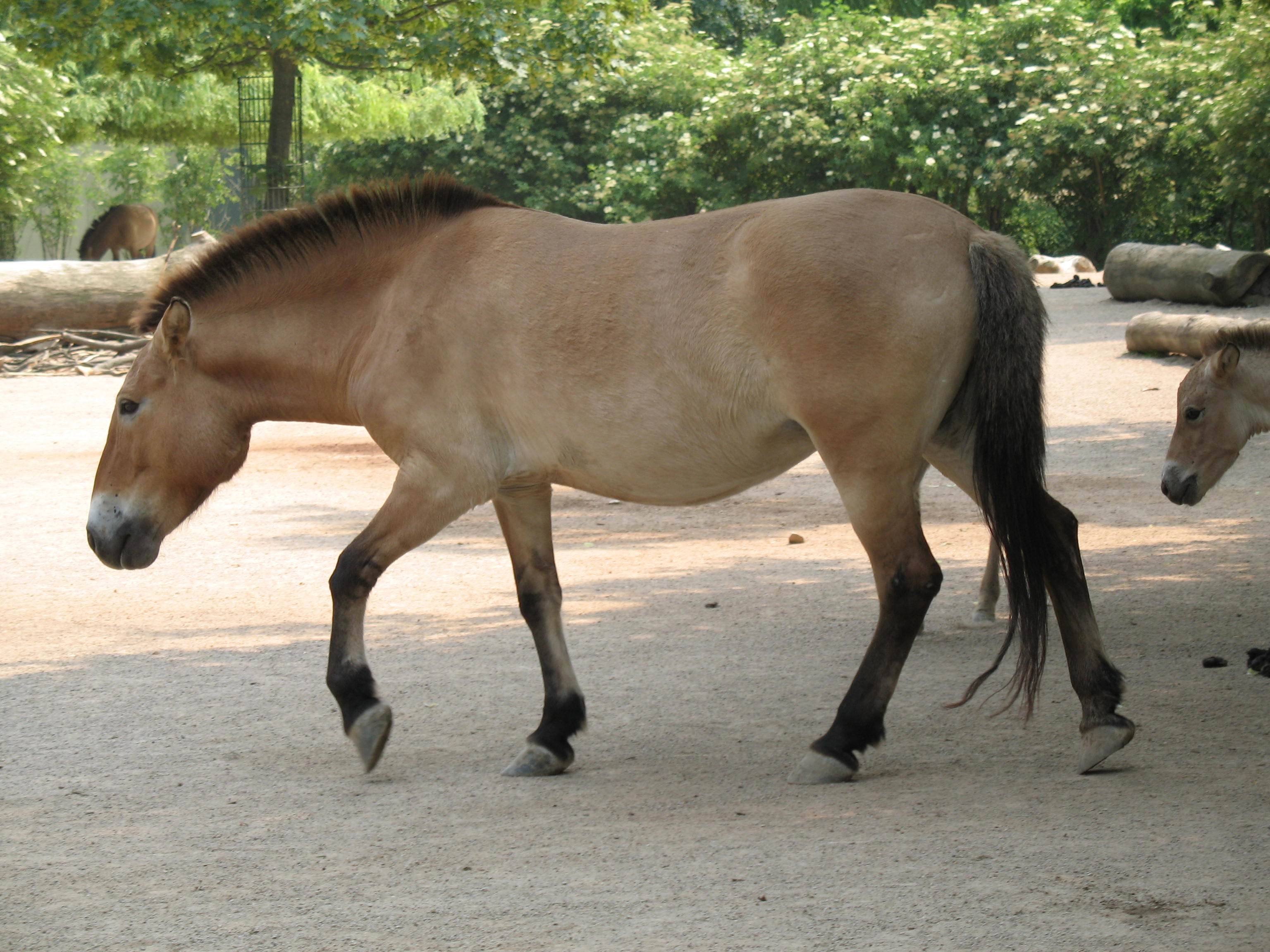
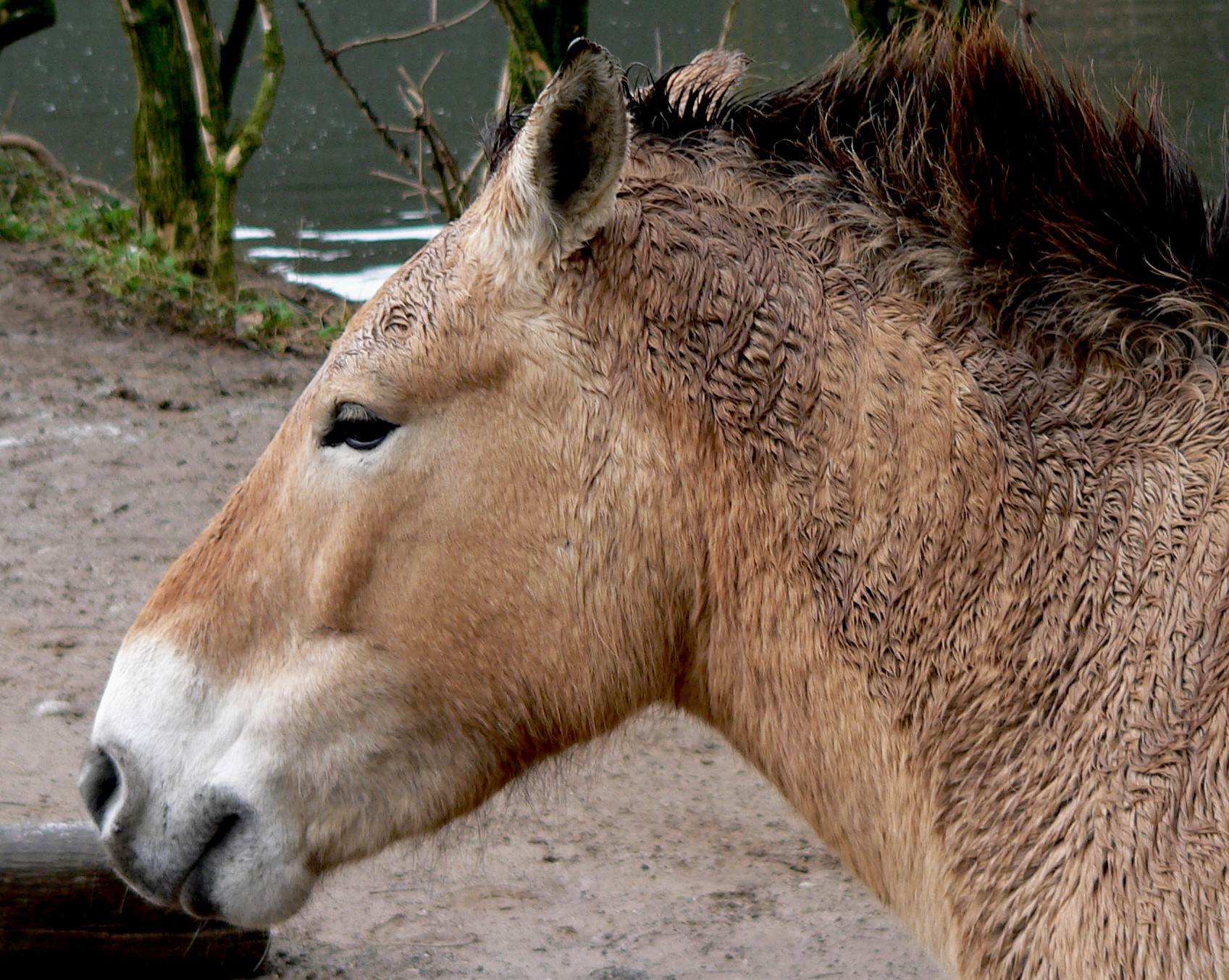
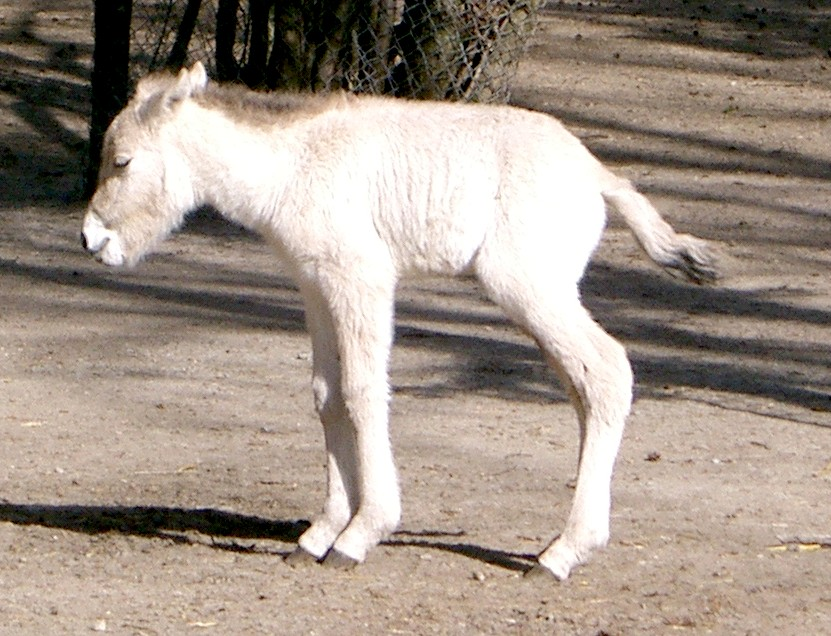
У віці 2 днів
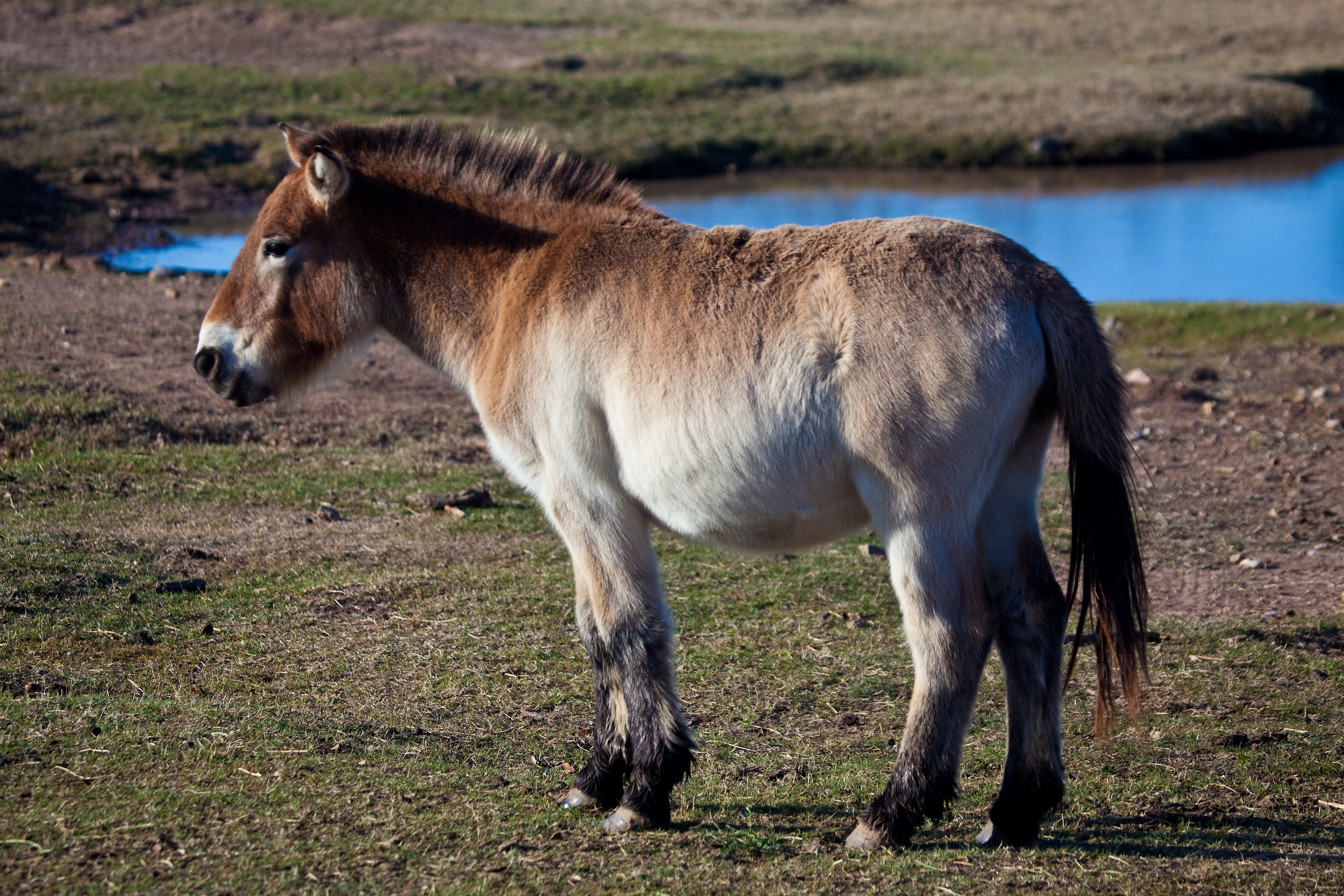
Зимова шерсть